# 247542 Ripplrónai
(247542) Ripplrónai, denumire internațională (247542) Ripplronai, este un asteroid din centura principală de asteroizi.

## Descriere
247542 Ripplrónai este un asteroid din centura principală de asteroizi. A fost descoperit pe 8 septembrie 2002 la Piszkesteto de Krisztián Sárneczky. Asteroidul prezintă o orbită caracterizată de o semiaxă mare de 2,58 ua, o excentricitate de 0,24 și o înclinație de 3,8° în raport cu ecliptica.